# نوقان (شهر)
نَوقان یا نوغان،  یکی از شهرهای مهم ولایت طوس ، قبل از پیدایش شهر مشهد بوده است. در حقیقت هسته اولیه شهر مشهد از ترکیب نوغان و دهکده سناباد شکل گرفته‏ است. در سده هشتم با حمله مغول شهر تابران و نوقان ویران گردید و مردم ناحیه توس به شهر مشهد که از گزند ویرانی در امان مانده بود روی آوردند و با گسترش مشهد ، نوغان جایگاه خود را از دست داد به‏ صورت یک محله از شهر تازه تاسیس مشهد درآمده است.   
اگر بخواهیم محدوده شهر نوقان قدیم  را در نقشه فعلی مشهد مشخص کنیم  از نزدیکی حرم رضوی (دروازه نوقان) در محله راه آهن شروع می شده تا سمزقند و خواجه ربیع امتداد داشته است. خیابان طبرسی مشهد در گذشته خیابان نوقان نام داشته است.

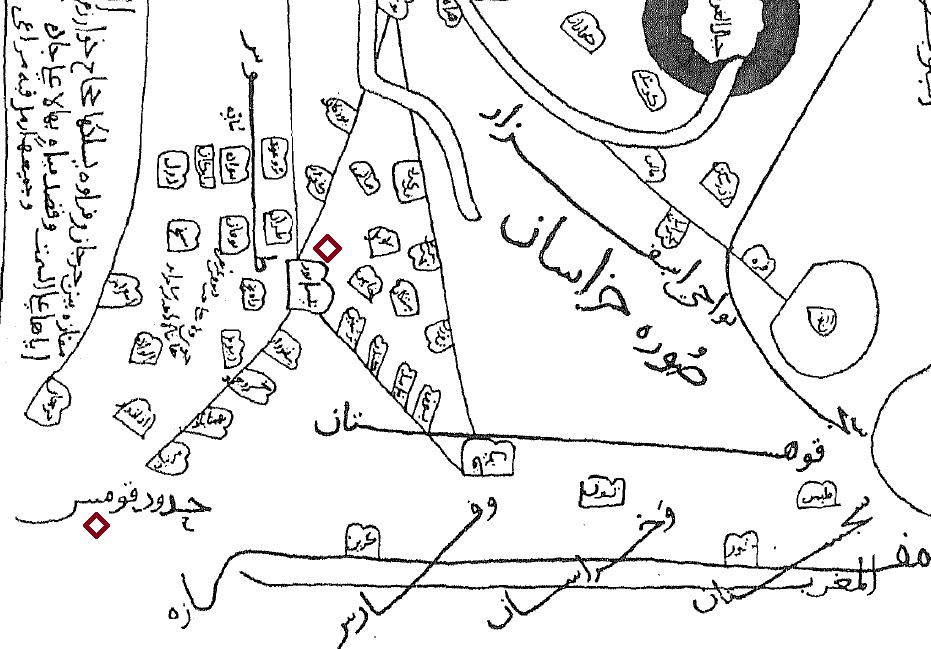
برخی شهرهای ولایت طوس به ترتیب طابران، تروغوز، نوقان و رادکان در کتاب صورة الارض ترسیم شده توسط ابن حوقل مشخص شده است.

## پیشینه
دربارهٔ نوقان از قول مورخان سخن فراوان به میان آمده است. صاحبان صورة الارض، معجم‌البلدان، مطلع الشمس، آثارالبلاد و مجالس‌المؤمنین از نوقان نام برده و سناباد را دهی کوچک از این شهر می‌دانستند که دارای باغات فراوان بوده است. حمید بن قحطبه طایی والی خراسان داخل یکی از باغات بزرگ آن کاخی مجلل داشته و در سال ۱۸۸ خورشیدی که هارون‌الرشید خلیفه عباسی در خراسان می‌میرد جسد او را در همین باغ مدفون می‌سازند.
یعقوبی از نوقان نام برده و می‌نویسد:
 قبر امیرالمؤمنین رشید آنجاست و نیز وفات علی بن موسی آن جا روی داده و شهر بزرگ توس را نوقان گویند و خراج این سرزمین جزء خراج نیشابور است.
اصطخری در نیمه اول قرن چهارم می‌نویسد: 
«اگر طوس را در شمار نیشابور گیریم شهرهای طوس عبارتست از رادکان، طابران، بزدغور، نوقان، مشهد علی بن موسی و هارون الرشید آن جاست».
ابن حوقل در نیمه دوم همین قرن می‌نویسد: 
«طوس در مجموع نیشابور باشد شهرهای آن عبارتست از رادکان، طبران، نوقان، تروغوز، قبر علی بن موسی الرضا در بیرون شهر نوقان است».
صاحب حدود العالم ولایت توس را توصیف کرده و می‌نویسد:
«طوس ناحیتی است و اندر وی شهرکهاست چون طوران، نوقان، بروغون، رایکان، بنوازه و اندر میان کوه‌هاست و اندر کوه‌های وی معدن پیروزه و معدن مس و سرب و سرمه و شبه و دیگ سنگین و سنگ خان و شلواربند و جوراب خیزد، و به نوقان مرقد مبارک علی بن موسی الرضاست و آن جا مردمان به زیارت شوند و هم آن جا گور هارون الرشید است و از وی دیگ سنگی خیزد».
مقدسی صاحب احسن التقاسیم در نیمه دوم قرن چهارم هجری ولایت طوس را چنین توصیف نموده است: 
«طوس خزانه ایرانشهر است که قصبه اش طابران، نوقان، رادکان، جنابذ، استورقان و تروغبذ است».
ابن خلکان در وفیات الأعیان می‌نویسد:
 «طوس ناحیه‌ای است در خراسان مشتمل بر دو شهر یکی طابران و دیگری نوقان که دارای هزار قریه بوده است».
یاقوت حموی در نیمه اول قرن هفتم هجری از طوس چنین یاد کرده: 
«طوس شهری است در خراسان که فاصله میان آن و نیشابور ده فرسخ می‌باشد و مشتمل است بر دو شهر (طابران و نوقان) نوقان یکی از آن دو شهر است که دارالملک طوس را تشکیل می‌داده است و برای این دو شهر بیشتر از هزار قریه هست و طوس در زمان عثمان بن عفان فتح شده و در این شهر است قبر علی بن موسی الرضا و قبر هارون الرشید»

## نام گذاری
نام نوغان در منابع تاریخی آمده است و در اکثر کتاب‌های لغت از آن به عنوان شهر و شهرک و گاه قصبه‌ای در ولایت توس نام برده شده است صاحب مشترک نوغان (با فتح نون و سکون واو) یکی از دو شهر توس است که گروه بسیاری از دانشمندان از آن جا برخاسته‌اند.
مینورسکی صورت‌های مختلف آن را ضبط کرده است تلفظ اصلی آن به صورت نوکانی (بروزن روبان) یا نوکان (به فتح نون و سکون واو) ضبط شده است.
کلمه نوغان را گاه با «غ» نوشته‌اند که اگر آن را با کلمات مشابهش در زبان اوستا مثل نوه (که در زبان پهلوی نوی به کسر نون و سکون واو تلفظ می‌شود و به معنی دلیر و نیرومند و زیبا و شجاع است و هنوز در زبان کردی به کار می‌رود) مقایسه کنیم به این نتیجه می‌رسیم که به احتمال زیاد به مناسبت دلیری و مردانگی مردم آن یا نوسازی و زیبایی به این اسم خوانده شده باشد مینورسکی می‌نویسد: 
مشهدی‌ها نوغان را نوغون می‌گویند و در لهجه مشهدی (ان) به (اون) تبدیل می‌شود مثل بیابان و دالان که می‌گویند بیابون و دالون.

## مشاهیر
- علی‌اکبر نوغانی مشهدی
- ادیب طوسی